# Галерея Гровенор
Галерея Гровенор — художественная галерея в Лондоне, существовавшая с 1877 по 1890 годы.
Её первыми директорами были Джозеф Коминс Карр и Шарль Халле. Галерея оказала сильную поддержку для Эстетического Движения, предоставляя возможность выставляться тем художникам, чьи подходы не приветствовала более классическая и консервативная Королевская академия художеств, таких как Эдвард Бёрн-Джонс и Уолтер Крейн. 

## История
Галерея была основана на Бонд-стрит в Лондоне в 1877 году сэром Куттсом Линдси и его женой Бланш. Они наняли Джозефа Коминса Карра и Шарля Халле в качестве управителей. Линдсей и его жена были родовитыми, с хорошими связями в обществе, и оба были художниками-любителями. Именно благодаря деньгам Бланш, урожденной Ротшильд, предприятие стало возможным.
В Гровеноре были представлены работы художников вне пределов британского мейнстрима, в том числе Эдварда Бёрн-Джонса, Уолтера Крейна и других прерафаэлитов. Но также выставлялись работы других художников, в том числе, тех кто был представлен в Королевской академии, таких как Лоуренс Альма-Тадема, Эдвард Джон Пойнтер и Джеймс Тиссо. В 1877 году Джон Рёскин посетил галерею, чтобы увидеть работы Берн-Джонса. Так же была выставка картин Джеймса Уистлера. Жесткий рецензия Рёскина на произведение Уистлера привела к известному делу о клевете, возбужденному художником против критика. Уистлер выиграл фартинг за нанесенный ущерб. Судебное дело сделало галерею известной в качестве прибежища для эстетического течения, которое было высмеяно у Гилберта и Салливана в Пейншес, которая упоминает галерею. Предприимчивый искусствовед Генри Блэкберн издавал иллюстрированные путеводители по ежегодным выставкам под названием «Записки Гровенора» (1877 – 82). 
В 1888 году, после разногласий с Линдси, Коминс Карр и Халле покинули галерею, чтобы основать конкурирующую Новую галерею, переманив Берн-Джонса и многих других художников Гровенорской галереи. Распад его брака, финансовые трудности и личные конфликты вынудили Линдси покинуть галерею, которая отошла к жене.

## Электростанция
По возвращении с Парижской выставки 1882 года граф Кроуфорд рекомендовал Линдси установить электрическое освещение в галерее. В 1883 году два двигателя Маршалла, каждый из которых был совмещен с генератором Siemens, были установлены во дворе за галереей. Установка прошла успешно, и владельцы соседних здании также начали покупать генераторы. Линдсей, Кроуфорд и Лорд Уэнтэдж основали компанию Sir Coutts Lindsay Co. Ltd. и в 1885 году построили электростанцию Гровенор. Она была построена под галереей и имела мощность 1000 киловатт. Станция обслуживала территорию, которая доходила до севера до Риджентс-парка и реки Темзы на юге, Найтсбриджа на западе и Высокого суда на востоке. Однако система вызвала много проблем, настолько, что в 1885 году был привлечен Себастьян Дзиани де Ферранти. С января 1886 года Ферранти был главным инженером и в течение нескольких месяцев переделал систему, включив в неё двигатель Hick, Hargreaves Corliss и два генератора собственной разработки в качестве замены оборудования Siemens. с открытием Дептфордской электростанции станция Гровенор стала подстанцией. 

## В литературе
- В романе Оскара Уайльда «Портрет Дориана Грея» лорд Генри предлагал своему другу Бэзилу Холлуорду послать написанный им портрет прекрасного юноши в Гровенор, замечая при этом, что подаваться в Академию не стоит, поскольку «там столько людей, что не видишь картин, или столько картин, что не удается людей посмотреть».